# Odnosi Jugoslavije i Svete Stolice
|               |             |
| Sveta Stolica | Jugoslavija |

Odnosi Jugoslavije i Svete Stolice bili su bilateralni odnosi tijekom 20. stoljeća između Svete Stolice te Kraljevine i kasnije SFR Jugoslavije. Za vrijeme Hladnog rata SFRJ je bila jedina istočnoeuropska socijalistička država s kojom je Sveta Stolica imala službene diplomatske odnose.
Unatoč progonima katoličkih svećenika i vjernika (koji su doveli i do privremenog prekida odnosa 1952. godine), međusobni odnosi građeni su na zajedničkim temeljima u politici prema »Globalnom Jugu« i zemljama u razvoju.

## Povijest

### Kraljevina Jugoslavija
Prije stvaranja Jugoslavije, Sveta Stolica potpisala je konkordat s Kraljevinom Srbijom 1914. godine, neposredno pred početak Prvoga svjetskog rata. Redoviti diplomatski odnosi između Svete Stolice i Kraljevine Srba, Hrvata i Slovenaca uspostavljeni su 1920. godine. U vrijeme popisa stanovništva 1921. godine, 39 % stanovnika Jugoslavije izjasnili su se kao rimokatolici, što je bilo drugo po brojnosti vjersko opredjeljenje, odmah iza pravoslavaca kojih je bilo 48 %. Nova je kraljevina namjeravala potpisati novi konkordat s Vatikanom uz potporu hrvatskog političkog vodstva. Ipak, Stjepan Radić protivio se toj ideji jer je smatrao tadašnjeg papu odgovornim za potporu talijanskom iredentizmu te je stoga zagovarao i ideju neovisne »Hrvatske katoličke crkve«.
Beogradska Vlada je za svojeg izaslanika u pregovorima s Vatikanom o budućem konkordatu imenovala pravoslavnog svećenika i političara Voju Janjića koji se negativno postavljao premao Katoličkoj Crkvi.
Nakon atentata na kralja Aleksandra I. Karađorđevića u Marseilleu 1934. godine, Jugoslavija i Sveta Stolica potpisale su novi konkordat 1935. godine. Srpska pravoslavna crkva optužila je pri tome državu za davanje navodnih »povlastica« Katoličkoj Crkvi, stoga je pokrenula kampanju kako bi primorala vlasti na povlačenje iz sporazuma, upozorivši pravoslavne članove Skupštine Jugoslavije da glasaju protiv konkordata. Srpski patrijarh Varnava umro je na dan ratifikacije konkordata 1937. godine, što je dovelo do daljnje političke krize i povlačenja Jugoslavije iz sporazuma kasnije te iste godine.

### Drugi svjetski rat i neposredne poratne godine
Katolička Crkva u NDH protivila se rasnim zakonima i progonima neistomišljenika, u čemu je najglasniji bio zagrebački nadbiskup Alojzije Stepinac. I tijekom, ali i nakon rata partizani su ubili stotine katoličkih svećenika i redovnika (Drinske mučenice, Petar Perica, hercegovački franjevci, Juraj Gospodnetić, Miroslav Bulešić i ini). Nove su socijalističke vlasti zabranile poučavanje katekizma u državnim školama, oduzele značajan dio crkvene imovinu i zabranile dio vjerskog tiska što je bilo izravno kršenje vjerskih sloboda.
Sveta Stolica odbila je priznati NDH. U Hrvatskoj je kao apostolski poslanik pri hrvatskom katoličkom episkopatu djelovao Giuseppe Ramiro Marcone, opat benediktinske opatije Montevergine. Sa sobom je poveo Giuseppea Carmela Masuccija koji je bio redovnik iste benediktinske opatije, koji je djelovao kao njegov tajnik. U Zagreb su stigli 3. kolovoza 1941. godine.

### Socijalistička Jugoslavija
Vatikan je osudio jugoslavensku politiku i partizanske zločine, posebice postupanje jugoslavenskih vlasti u slučaju Alojzija Stepinca. Kada je 1952. godine Stepinac proglašen kardinalom, Jugoslavija je odlučila prekinuti odnose sa Svetom Stolicom.
1967. godine Jugoslavija je normalizirala odnose sa Svetom Stolicom, a papa Pavao VI. zajedno s Josipom Brozom Titom radio je na postizanju mira u Vijetnamu. Za razliku od drugih socijalističkih država toga vremena, premda progonjena, Katolička Crkva imala je aktivnu ulogu u društvenom životu Jugoslavije. U ožujku 1971. predsjednik Tito posjetio je Svetu Stolicu i papu Pavla VI., postavši tako prvi vođa socijalističke zemlje koji je došao u službeni posjet Svetoj Stolici.
Vatikanski dnevnik L'Osservatore Romano uputio je riječi dobrodošlice predsjedniku na svojoj naslovnoj stranici s riječima »Pozdravljamo predsjednika Tita«. Tita su pri dolasku u Rim u Zračnoj luci Ciampino dočekali kardinal Giovanni Benelli i drugi visoki vatikanski dužnosnici. 1977. godine papa Pavao VI., pozivajući se na jugoslavensku ulogu u Pokretu nesvrstanih, izrazio je svoje poštovanje prema aktivnostima Jugoslavije u cilju bolje suradnje među narodima, posebno u pitanjima mira, razoružanja i podrške zemljama u razvoju. Tajnik Vijeća za javne poslove Crkve, Achille Silvestrini, predvodio je delegaciju Svete Stolice na državnom pogrebu Josipa Broza Tita 1980. godine. Unatoč diplomatskim odnosima, komunistički režim nastavio je progoniti Crkvu, kako preko represivnog aparata, tako i preko tiska.
Na području Hrvatske su od 1954. do 1990. na kazališnim scenama glavne struje bile postavljeno 52 premijere vjerskih tema hrvatskih pisaca od čega ih je 45 bilo usmjereno protiv kršćanstva i Crkve.

### Raspad Jugoslavije
Sveta Stolica, predvođena Papom Ivanom Pavlom II., odigrala je istaknutu ulogu u procesu koji je doveo do priznanja neovisnosti pretežito katoličkih jugoslavenskih republika Hrvatske i Slovenije. Vatikan je ove dvije zemlje službeno priznao 13. siječnja 1992. godine (ova nakana je objavljena ranije 20. prosinca 1991.), dva dana prije priznanja članica Europske ekonomske zajednice.

### Knjige
- Tomanović, Milutin. 1972. Hronika međunarodnih događaja 1971. Institut za međunarodnu politiku i privredu. Beograd.

### Članci
- Ramšak, Jure. 2020. The Crumbling Touchstone of the Vatican's Ostpolitik: Relations between the Holy See and Yugoslavia, 1970–1989. The International History Review (engleski). 43 (4): 852–869
- Ninčević, Marjan Marino. 2016. Diplomatski odnosi Vatikana i Kraljevine Jugoslavije: konkordat iz 1935. godine. Nova prisutnost: časopis za intelektualna i duhovna pitanja. 14 (2): 299–307
- Zovkić, Mato. 2020. Karlo Cankar, Slovenac svećenik u Bosni (1877.-1953.). Vrhbosnensia. Univerzitet u Sarajevu – Katolički bogoslovni fakultet. Sarajevo. 24 (1): 59–101
- Akmadža, Miroslav. 2003. Uzroci prekida diplomatskih odnosa između Vatikana i Jugoslavije 1952. godine. Croatica Christiana Periodica. 27 (52): 171–202
- Delić, Ante. 2019. U misiji Sv. Stolice kod Ante Pavelića i Josipa Broza Tita. Prilog istraživanju djelovanja Giuseppea Masuccija 1941. - 1946. Crkva u svijetu. Sveučilište u Splitu - Katolički bogoslovni fakultet. Split. 54 (2): 176–200
- Nikčević, Sanja. 2019. Religiozne teme u hrvatskoj drami i kazalištu od 1945. do 1990. ili Kako su rubovi očuvali svjetlo. Kroatologija. Sveučilište u Zagrebu – Fakultet hrvatskih studija. Zagreb. 10 (1): 111–166

### Novinski članci
- January 15 - Day of the international recognition of the Republic of Croatia. Hrvatski Sabor (engleski). Pristupljeno 9. veljače 2021.